# Ventusky
Ventusky är ett tjeckiskt meteorologiskt företag grundat 2006 och baserat i Pilsen. Ventusky tillhandahåller väderprognoser och meteorologisk datavisualisering av väderdata från hela världen. 
2016 lanserade företaget en app som låter användaren interaktivt och i  realtid övervaka väderutvecklingen för vilken plats som helst på jorden. 
Huvudleverantören av meteorologiska data till Ventusky är National Oceanic and Atmospheric Administration  och tyska Deutscher Wetterdienst, radarlagren har dock många andra landsspecifika källor.
Själva namnet Ventusky är en kombination av två ord, det första är det latinska ordet Ventus som betyder vind, och det andra är det engelska ordet Sky som betyder himmel.